# Clasificación geoquímica de Goldschmidt
La clasificación geoquímica de Goldschmidt fue realizada por Victor Moritz Goldschmidt, fundador de la geoquímica moderna. Es una manera de clasificar los elementos del sistema periódico según sus afinidades químicas. Estas tendencias se denominan Carácter geoquímico primario.
Esta clasificación consta de cinco categorías:
- Litófilos. Estos elementos tienen afinidad por los silicatos. Suelen encontrase en la corteza terrestre.

- Calcófilos. Son afines al azufre y se anexionan formando sulfuros.

Nota. Este concepto es un tanto erróneo. Goldschmidt aclara: «El desarrollo histórico del concepto calcófilo, o 'amor por minerales constituyentes de mena', en material terrestre, es primordialmente asunto de experiencia mineralógica.»  En efecto, el concepto discrepa respecto de la definición, pues calco proviene del griego χαλκός, que significa cobre, y sulfuro, en este idioma, es σουλφίδια. Por ello, la afinidad debería ser por el cobre. Para que fuese por los sulfuros, el concepto habría de ser sulfidiófilos.
- Siderófilos: Muestran afinidad por el hierro y suelen encontrarse en el núcleo terrestre.

- Atmófilos. Gases de la atmósfera.

- Biófilos. Relacionados con la vida. Elementos comúnmente contenidos en organismos: carbono (C), hidrógeno (H), oxígeno (O) y nitrógeno (N), a cuyo conjunto se le designa mediante el acrónimo CHON.